# Cynopterus
Cynopterus (F.Cuvier, 1824) è un genere di pipistrello della famiglia degli Pteropodidi comunemente noti come pipistrelli dal muso corto o cinotteri. 

## Descrizione

### Dimensioni
Al genere Cynopterus appartengono pipistrelli di medie dimensioni con la lunghezza dell'avambraccio tra 61,9 mm di C.minutus e 89,5 mm di C.horsfieldii e un peso fino a 70 g.

### Caratteristiche craniche e dentarie
Il cranio robusto e largo presenta un rostro corto e i fori post-orbitali grandi. Le ossa pre-mascellari sono in semplice contatto con le altre ossa. Le orbite sono relativamente grandi. I canini presentano una seconda cuspide. I molari hanno forma e struttura delle cuspidi che varia secondo le varie specie.
Sono caratterizzati dalla seguente formula dentaria:

## Aspetto
La pelliccia è corta, densa e si estende fino alla base degli avambracci. Le parti dorsali sono generalmente bruno-olivastre, la testa è talvolta più scura, mentre le parti ventrali sono più chiare. Nei maschi è presente un collare di peli più brillanti, rigidi e untuosi, che nelle femmine e negli individui più giovani appare più chiaro e meno evidente. Il muso è relativamente corto e largo, le narici sono leggermente tubulari e divaricate, separate da un solco longitudinale che si estende fino al labbro superiore. Sono presenti numerose papille lungo i margini interni delle labbra. Le orecchie sono relativamente grandi e larghe, con i margini caratteristicamente marcati di bianco, eccetto nella specie C.nusatenggara, sono ricoperte di piccoli peli solo alla base ed hanno un piccolo antitrago. La coda è corta, l'uropatagio è ridotto ad una sottile membrana lungo la parte interna degli arti inferiori ed è ricoperto di peli nella parte centrale. Il calcar è poco sviluppato.

## Distribuzione
Il genere è diffuso nell'Asia sud-orientale, dall'India fino alle Filippine e alle Piccole Isole della Sonda.

## Tassonomia
Il genere comprende 7 specie.
- I molari hanno una forma ovale.
  - I margini delle orecchie sono vistosamente più chiari.
    - Le orecchie sono relativamente più grandi, mentre il muso è più corto.
      - Cynopterus sphinx
      - Cynopterus titthaecheilus

    - Le orecchie sono relativamente più corte, mentre il muso è più lungo.
      - Cynopterus brachyotis
      - Cynopterus luzoniensis
      - Cynopterus minutus

  - Le orecchie sono prive di margini più chiari.
    - Cynopterus nusatenggara
- I molari hanno una forma squadrata.
  - Cynopterus horsfieldii